# Veržej
Veržej (Duits: Wernsee) is een gemeente in het oosten van Slovenië in de regio Pomurje (letterlijk: aan weerszijden van de Mura). Het telde tijdens de volkstelling in 2002 1354 inwoners. Veržej kwam als zelfstandige gemeente tot stand in 1998, toen het werd afgesplitst van Ljutomer. Tot Veržej behoren ook Banovci en Bunčani. De landbouw is de belangrijkste bron van inkomsten.

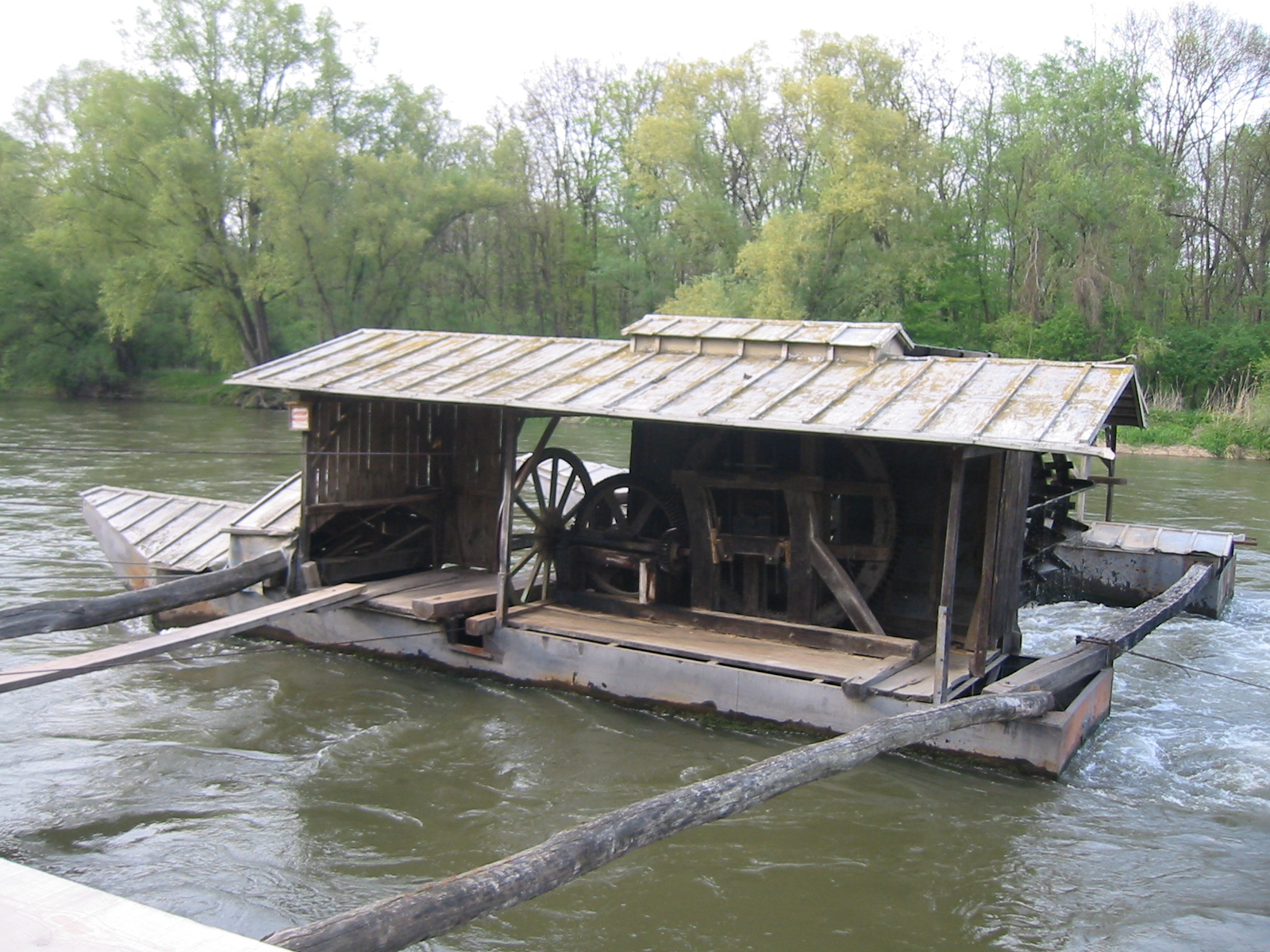
Schipmolen op de Mura bij Veržej

Veržej ligt aan de Sloveense wijnroute. De onmiddellijke nabijheid van de rivier de Mura aan de grens met Hongarije lieten de plaats tot een klein handelscentrum groeien. Veržej verkreeg waarschijnlijk rond 1340 marktrechten, in elk geval bezat het deze rechten in 1352. De plaats had te lijden onder invallen van de Turken (zo werd Veržej in 1605 door hen geheel in de as gelegd.) In de 17e en 18e vonden eveneens invallen plaats, ditmaal door de Kroetsen (Kruci) - losgeslagen roversbenden - vanuit Pannonië.
Veržej bezit een barokke kerk van de aartsengel Michael uit 1726. Het oorspronkelijke gebouw dateerde uit de 16e eeuw, maar er was niet veel van over nadat het in 1605 door de Turken was gebrandschat. Sinds 1914 is er een Marianum van de salesianen gevestigd en functioneert tegenwoordig vooral als salesiaans jongerencentrum.
Op 8 april 1941 werd Veržej door Duitse troepen bezet, de bevrijding door de Sloveense partizanen en Russische troepen op 8 mei 1945. Het is een van de weinige plaatsen in Slovenië waar Russische troepen doordrongen.

## In Veržej zijn geboren
- Slavko Osterc (1895-1941), componist

Apače · Beltinci · Cankova · Črenšovci · Dobrovnik · Gornja Radgona · Gornji Petrovci · Grad · Hodoš · Kobilje · Križevci · Kuzma · Lendava · Ljutomer · Moravske Toplice · Murska Sobota · Odranci · Puconci · Radenci · Razkrižje · Rogašovci · Šalovci · Sveti Jurij · Tišina · Turnišče · Velika Polana · Veržej
1. ↑  "Prebivalstvo po starosti in spolu, občine, Slovenija, polletno". Statistični urad Republike Slovenije. Geraadpleegd op 18 april 2021.